# Scott Williams (rugbista)
Mathew Scott Williams (Carmarthen, 10 ottobre 1990) è un rugbista a 15 britannico, internazionale per il Galles, tre quarti centro della franchise di Pro14 degli Ospreys.

## Biografia
Proveniente dalle giovanili del Withland, Williams debuttò in prima divisione gallese nel 2008 nelle file del Llanelli, squadra tributaria della franchise degli Scarlets; a tale periodo aveva già rappresentato il Galles in diverse categorie giovanili.
Nel 2010 fu aggregato agli Scarlets in Pro12 e, nel 2011, giunse l'esordio in Nazionale maggiore, benché in un inconsueto incontro: la federazione gallese aveva infatti deciso di concedere il test match con relativa presenza alla partita contro i Barbarians nel maggio di quell'anno.
Pochi mesi più tardi fu selezionato dal C.T. della Nazionale Warren Gatland come prima scelta nel ruolo di tre quarti centro della rosa gallese alla Coppa del Mondo di rugby 2011, davanti al connazionale Gavin Henson che, comunque, si rese indisponibile causa infortunio, rendendo quella di Williams una scelta obbligata.
Disputò il suo primo torneo del Sei Nazioni nel 2012, che si risolse una vittoria per il Galles, così come anche l'edizione 2013, cui pure prese parte; è sceso in campo anche in due incontri del Sei Nazioni 2014.

## Palmarès
- Pro12: 1
Scarlets: 2016-17